# 王玨
王玨（1918年11月12日—2015年3月27日），原名王春陽，安東省安東縣人，中華民國演員、製片人暨導演。

## 生平
王春陽生於中華民國奉天省安東縣八道溝杏花村（位於今丹東市），大學時改名「王玨」。1935年考入國立東北大學經濟系，後轉至歷史系。1937年蘆溝橋事變爆發後，輟學加入救亡圖存運動，在華北各地演出話劇宣傳抗日。1938年加入中國電影製片廠，翌年演出重慶首部電影作品《保家鄉》。在重慶除電影之外，也演出話劇；與同臺演出的羅揚交往，後來兩人結褵，育有一女二子。
戰後隨廠遷至上海工作，1947年赴台灣拍攝《花蓮港》；次年再度赴台為描述中國遠征軍的《緬甸蕩寇誌》勘景，但因上海情勢吃緊，未能拍成。1949年帶領中國電影製片廠大部分人員、器材撤往臺灣。在臺之初，於中山堂演出話劇，並與妻子經營川菜餐館「蜀園」。1950年起任中國電影製片廠技術組組長，並主演《惡夢初醒》、《永不分離》、《軍中芳草》等片。在電影工作之外，亦積極推廣話劇。
1959年王玨赴義大利拍攝中義合資的《萬里長城》（後改名《上海最後列車》、《黃河的啟示》）後，選擇留在影業蓬勃的當地發展，參演《北京五十五日》、《蒙古人》等近五十部電影。1960、1970年代，王玨幾乎是唯一活躍於歐美影壇的東方男演員，於義大利影業有影響力，乃至促成義方與邵氏合作拍攝《財星高照》（義大利語：Questa volta ti faccio ricco）。1976年與子王道在港自組「王氏影業公司」，製作了午馬導演、王道主演的《南拳北腿活閻羅王》及《血玉》。1978年回臺定居，演出《皇天土》、《辛亥雙十》、《古寧頭大戰》等片，並以《皇天后土》榮獲第18屆金馬獎最佳男配角。
1984、1996、1998曾三度擔任金馬獎評審，2000年以後仍演出臺灣電視劇、電影，與年輕七十歲的後輩對戲。2009年獲頒第46屆金馬獎特別貢獻獎。
在2015年初因肺炎、食物嗆進氣門等狀況進出醫院多次，雖然返家後狀況有穩定下來，但於3月27日下午突然因心臟衰竭過世，享壽96歲。

## 導演作品
- 1998 	《軍中芳草》

## 演出作品

### 電影
- 1939 	《保家鄉》
- 1939 	《好丈夫》
- 1940 	《東亞之光》
- 1943 	《日本間諜》
- 1943 	《白雲故鄉》
- 1943 	《氣壯山河》
- 1945 	《警魂歌》
- 1947 	《花蓮港》
- 1947 	《出賣影子的人》
- 1949 	《殺人夜》
- 1951 	《惡夢初醒》
- 1951 	《永不分離》
- 1951 	《黑名單》
- 1952 	《軍中芳草》
- 1955 	《罌粟花》 	Opium Poppy
- 1958 	《翠嶺長春》
- 1958 	《上海最後列車》       Apocalisse sul fiume giallo
- 1963 	《北京五十五日》 	55 Days at Peking
- 1965 	《自君別後》
- 1980 	《皇天后土》飾 沈涛 The Coldest Winter in Peking
- 1980 	《古寧頭大戰》飾 陈毅 The Battle of Ku-Ning-Tou
- 1980 	《源》 	The Pioneers
- 1981 	《辛亥雙十》飾 張彪
- 1982 	《苦戀》 	Portrait of A Fanatic
- 1982 	《血濺歸鄉路》
- 1982 	《閻羅王的喜宴》
- 1983 	《最長的一夜》 	The Longest Night
- 1984 	《戰爭前夕》 	Impending War
- 1984 	《大紐約華埠風雲》
- 1986 	《日內瓦的黃昏》
- 1987 	《六祖惠能傳》
- 1993 	《飲食男女》
- 2001 	《古惑仔6勝者為王》飾 政府官員
- 2010 	《近在咫尺》飾 傑爺爺判
- 2013 	《一代宗師》飾 三爺

### 電視劇
- 1982 《苦海餘生》
- 1984 《驀然回首》
- 1986 《福祿壽喜》 飾 鄭超凡。
- 1997 《非常任務》 飾 林茂昌。
- 1997 《布袋和尚》 飾 王員外。
- 2003 《孽子》 飾 傅老爺子。
- 2003 《名揚四海》 飾 李耀明。
- 2004 《香草戀人館》 飾 易爺爺。
- 2006 《東方茱麗葉》 飾 拉佛爾·卡爾馬尼。

## 獎項
| 年份 | 评奖名称     | 奖项             | 获奖作品       | 結果 |
| ---- | ------------ | ---------------- | -------------- | ---- |
| 1981 | 第18屆金馬獎 | 最佳男配角       | 《皇天后土》   | 獲獎 |
| 2005 | 第40屆金鐘獎 | 戲劇節目男配角獎 | 《香草戀人館》 | 提名 |
| 2009 | 第46屆金馬獎 | 特別貢獻獎       | 不適用         | 獲獎 |

## 外部連結
- 王玨在互联网电影资料库（IMDb）上的資料（英文）（英文）
- 在AllMovie上王玨的頁面（英文）
- 王玨在香港影庫上的簡介
- 王玨在豆瓣上的资料（简体中文）